# Slalomová dráha Roztoky u Křivoklátu
Umělá slalomová dráha (USD) v Roztokách u Křivoklátu, je umělá dráha pro slalom na divoké vodě nacházející se ve Středočeském kraji. Aktivně ji spravuje a trénuje na ní tamní Kanoistický klub Rakovník, do kterého chodí nejen lidé přímo z Křivoklátu, ale dojíždí tam i lidé z blízkého okolí. Na závodech je tam také buffet a nedaleká Hospoda U Jezzu.

## Technické parametry
Kanál je nejmladším v České republice s otevřením v roce 2002, je středně těžký a tvoří ho počet vln a válců. Je jen 200 metrů dlouhý, což ho dělá perfektní pro závody veteránů, nebo také významné závody žákovské kategorie. Pravidelně se tam pořádá například: MČR žáků, Český pohár veteránů, nebo Český pohár žáků.
Překážky na kanále jsou tvořeny dřevěnými vraty a část vracáků (klidných míst po stranách kanálu, kde voda stojí nebo se vrací nahoru) je tvořena velikými balvany slitými betonem. Když se na kanále zrovna netrénuje, tak se uzavře díky vratům na začátku propusti, které zabrání, aby do něj tekla voda a nahání jí na jez a do vodní elektrárny.

## Historie
Křivoklát byl už od poloviny 20. století populárním prázdninovým cílem všech slalomářů a vodáků. Aby se tam slalom na divoké vodě posunul na vyšší úroveň, rozhodli se místní vybudovat slalomovou dráhu. Trať byla velice primitivní a nebyly na ní žádné vlny ani válce, což byla na tu dobu norma.
V roce 2000 se proto rozhodli vybudovat výše proti proudu na jezu v Roztokách u Křivoklátu novou umělou slalomovou dráhu. Trať hned skýtala obrovský úspěch, a i dnes je to dějiště významných českých závodů.

## Galerie

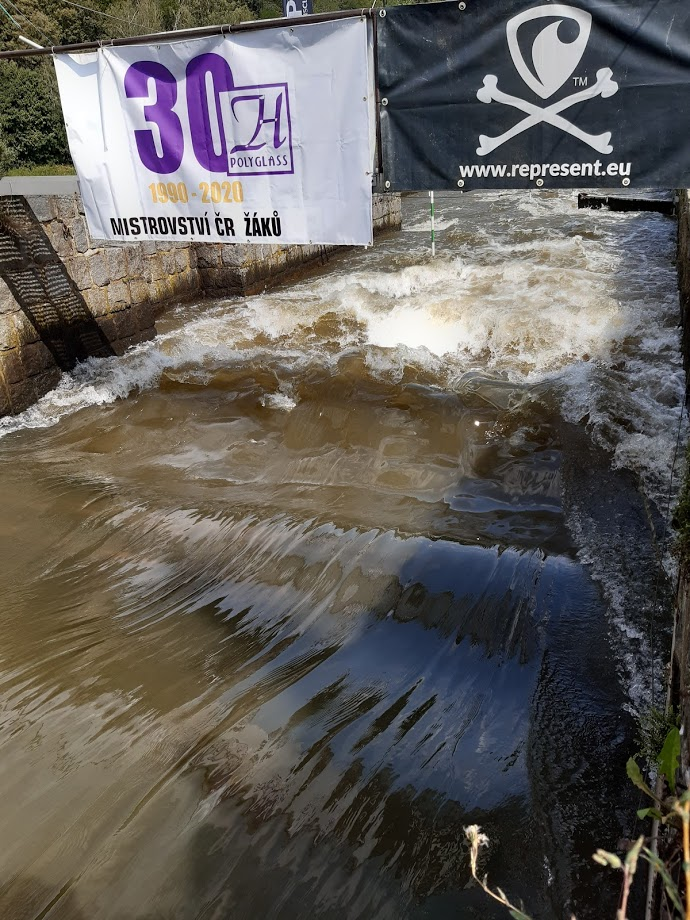
Začátek umělého kanálu
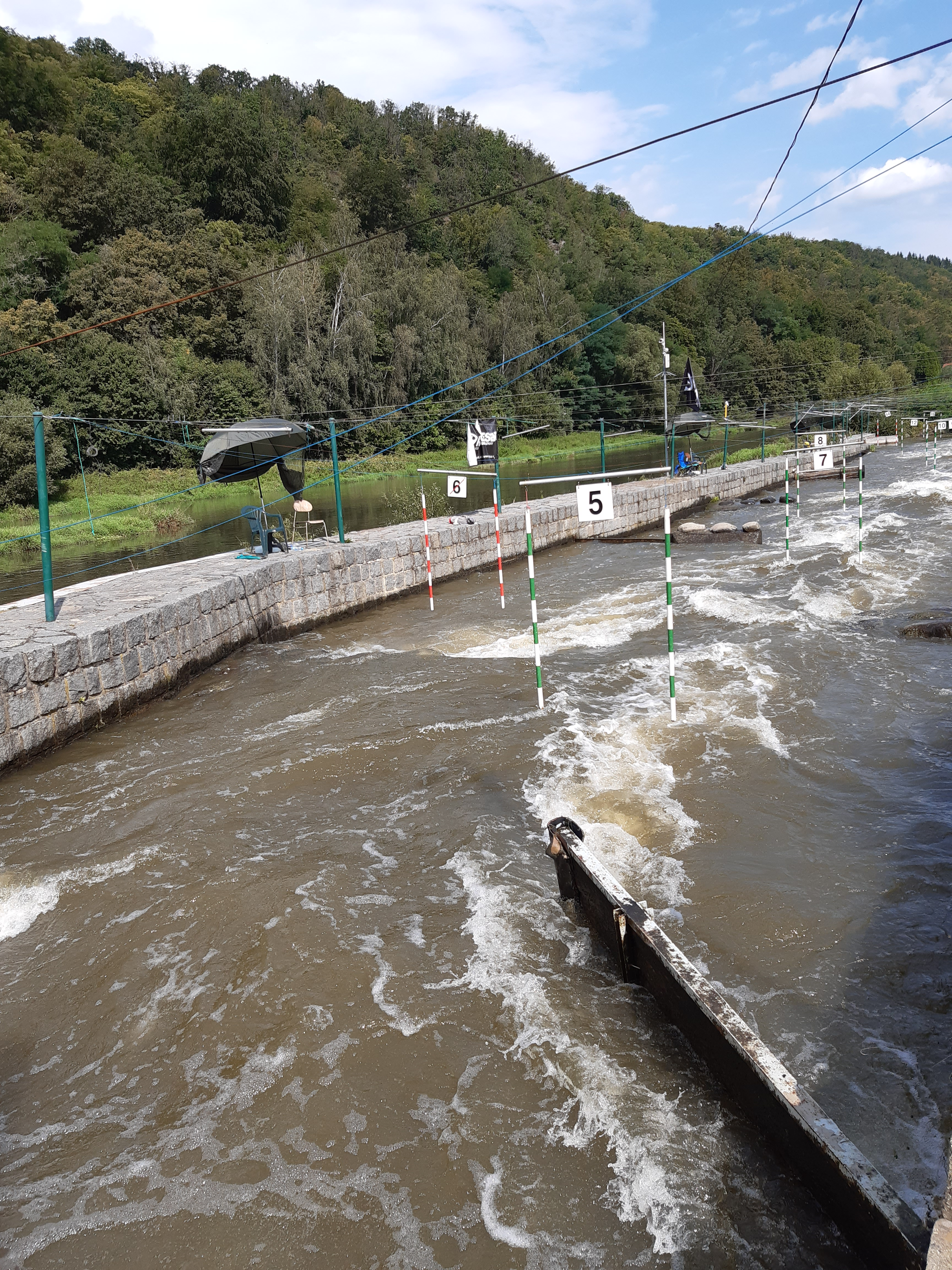
První umělé vracáky
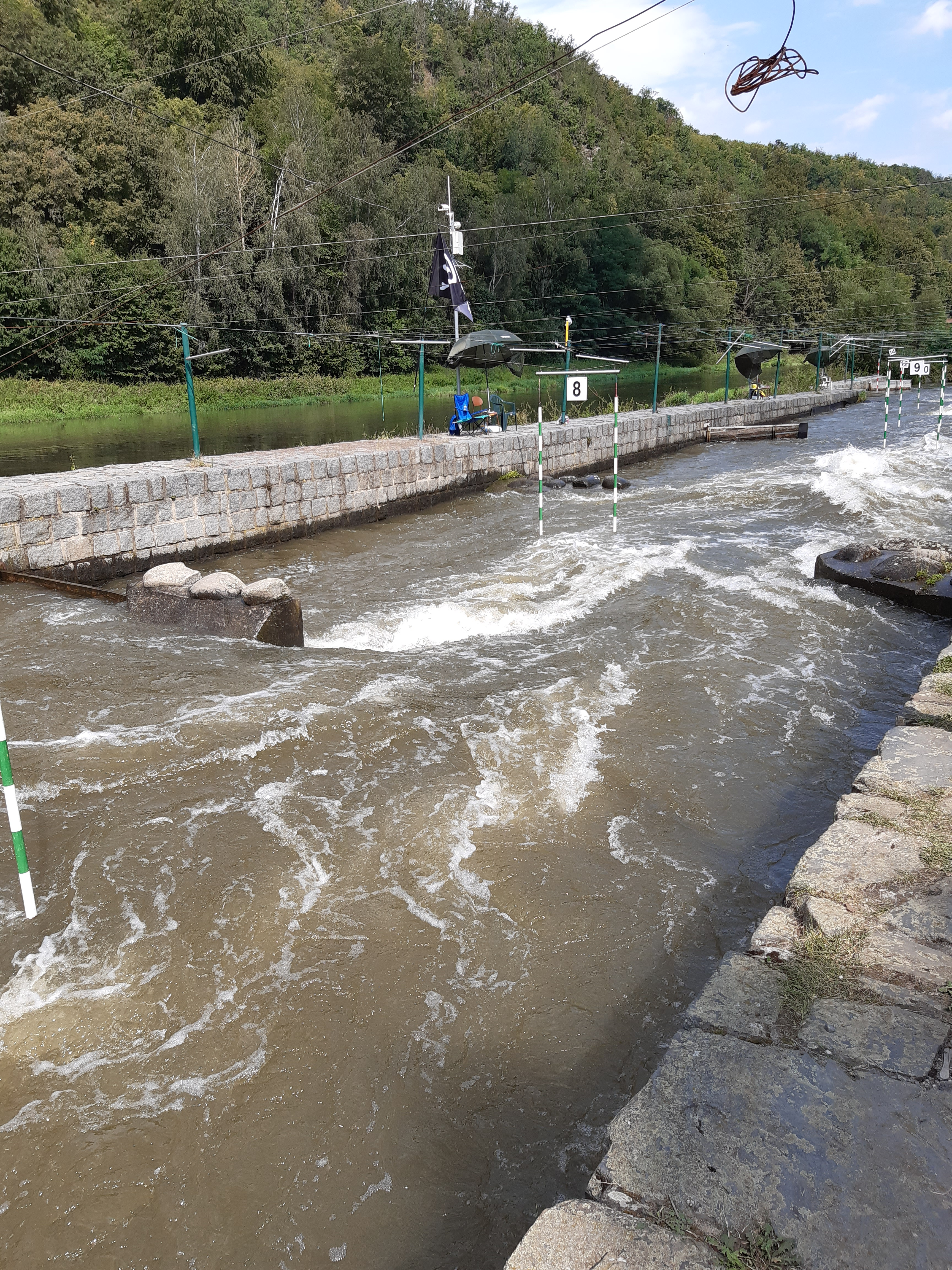
Poslední kousek nad vlnou
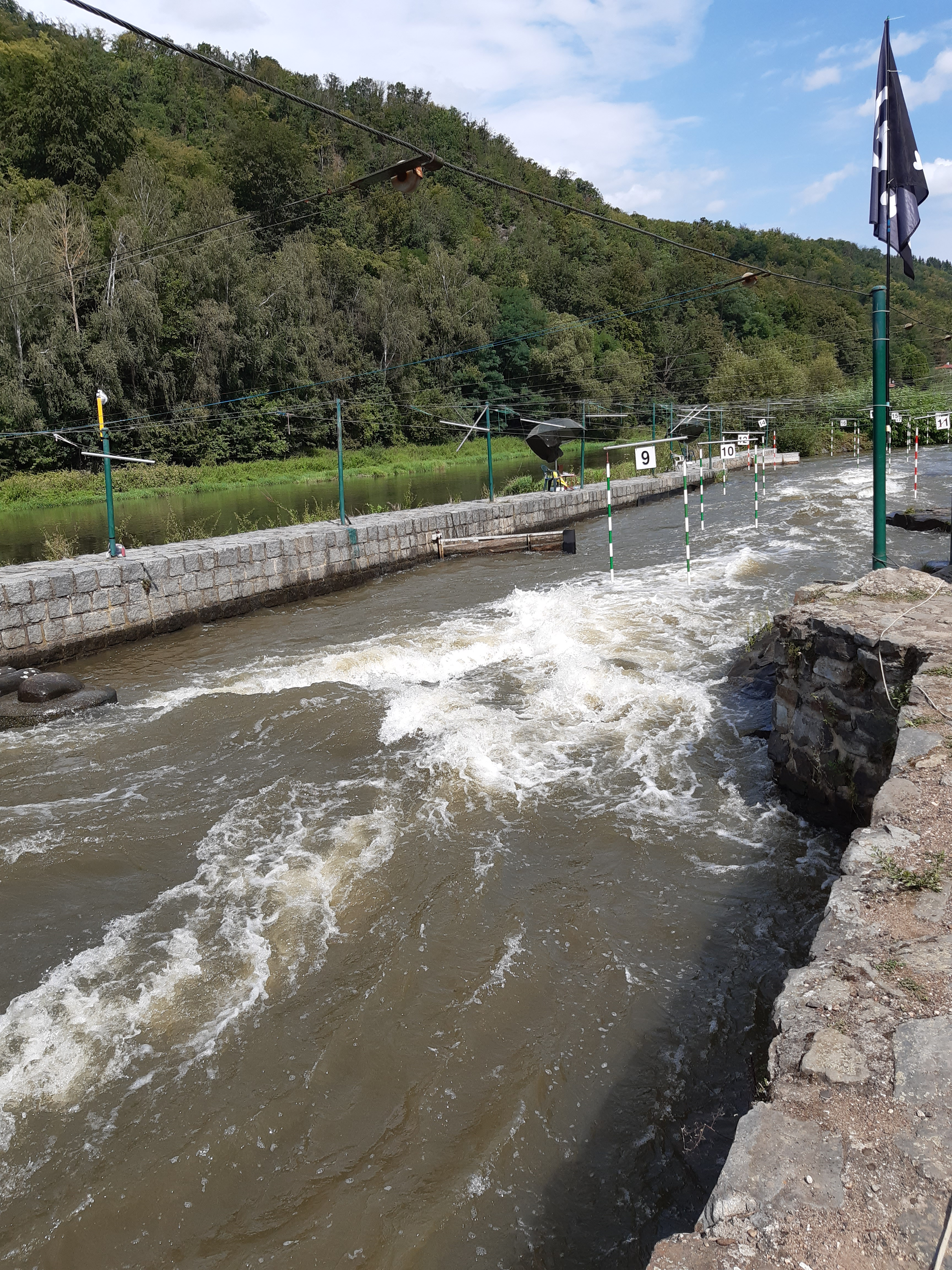
největší vlna na kanále
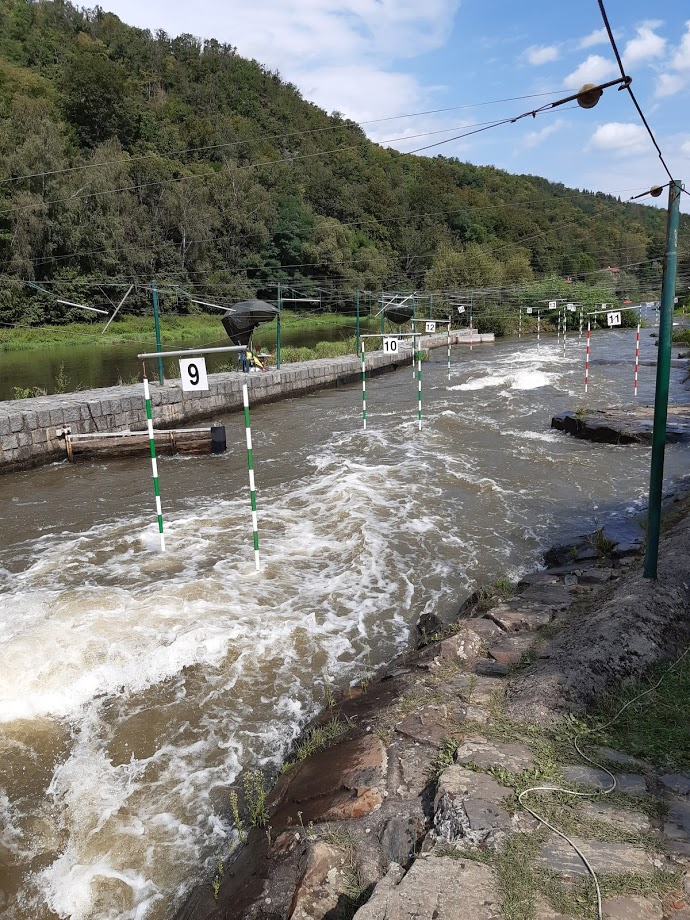
Pohled od vlny
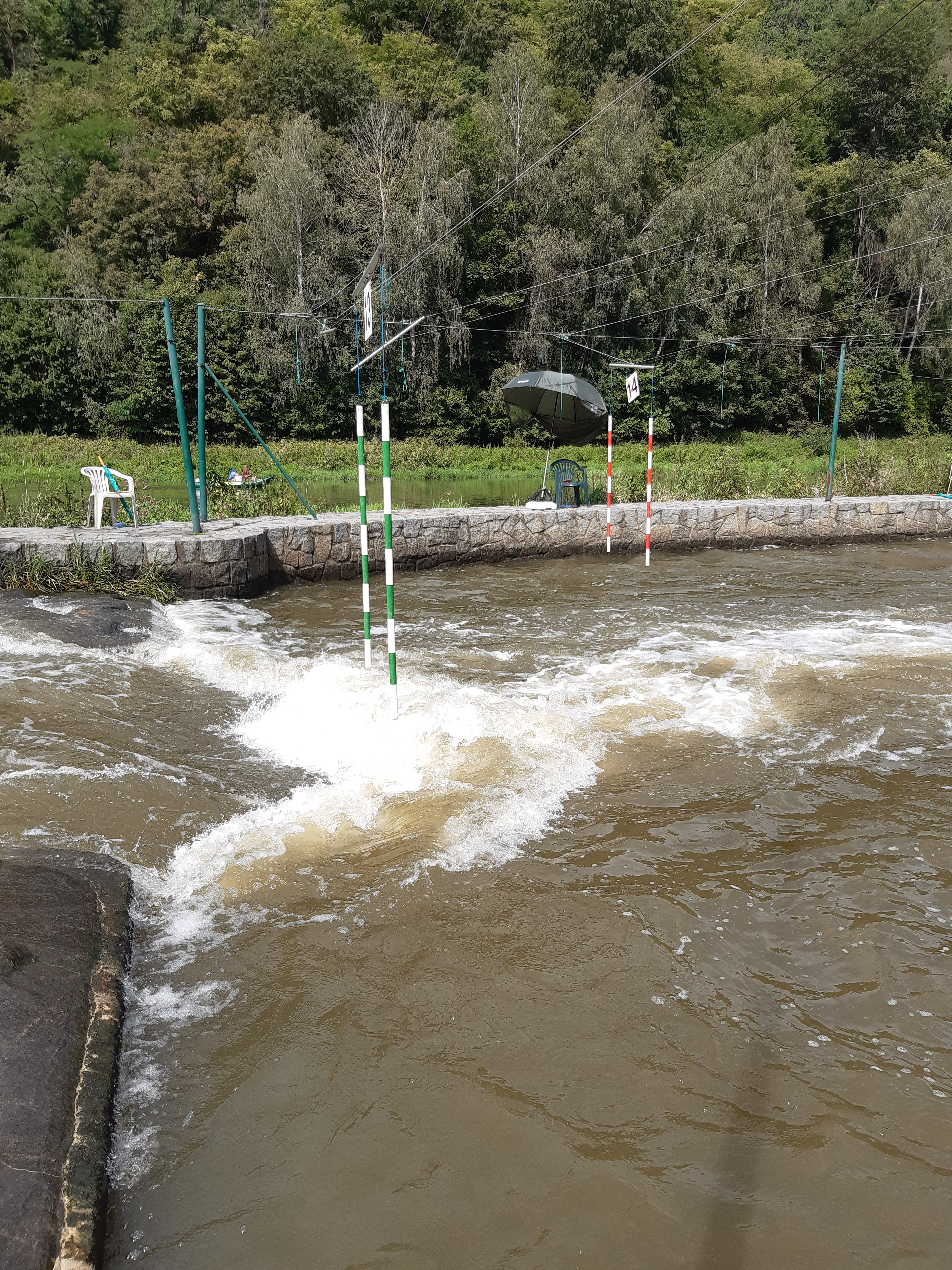
Jediný válec na kanále
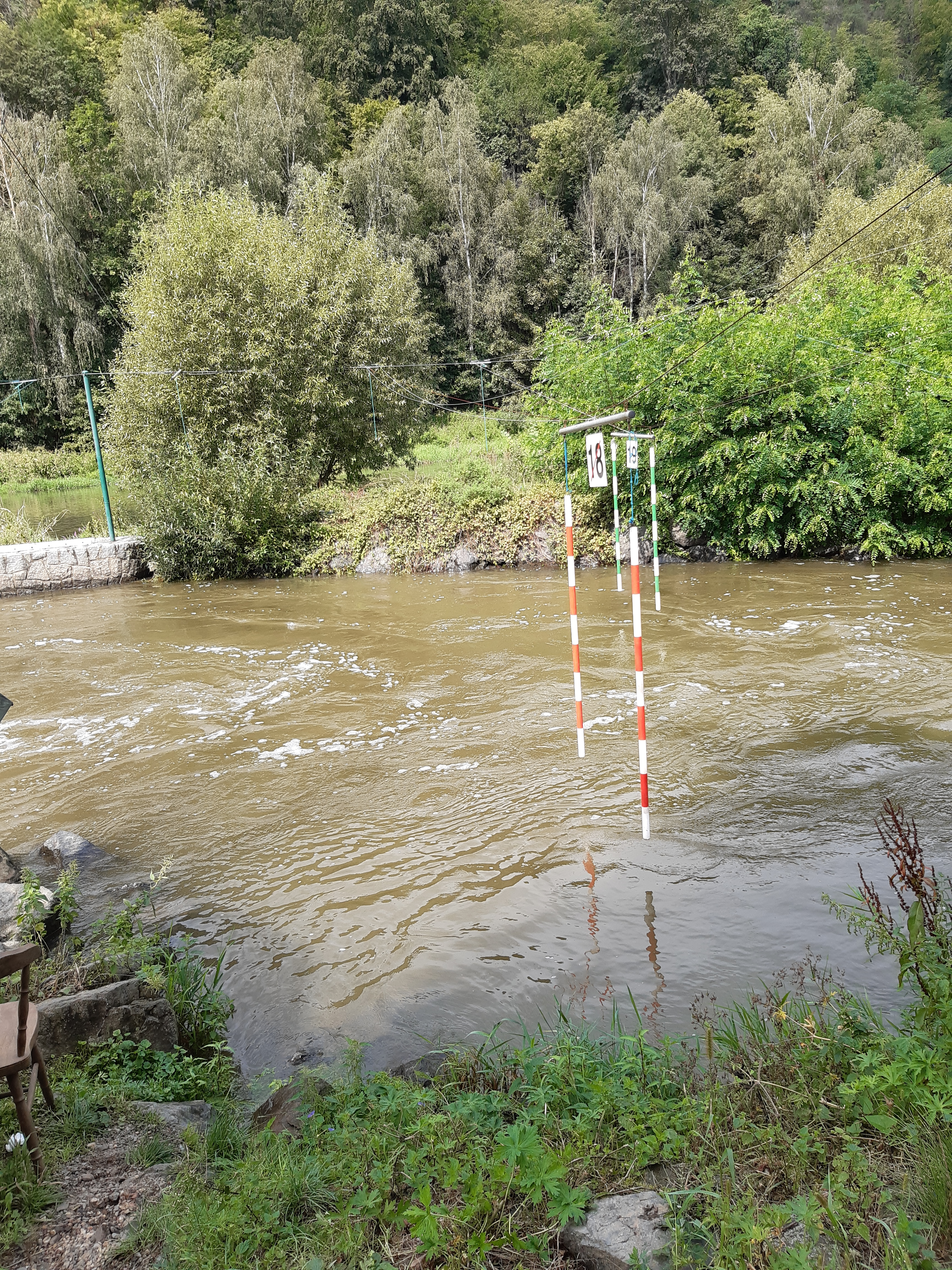
Konec umělého kanálu
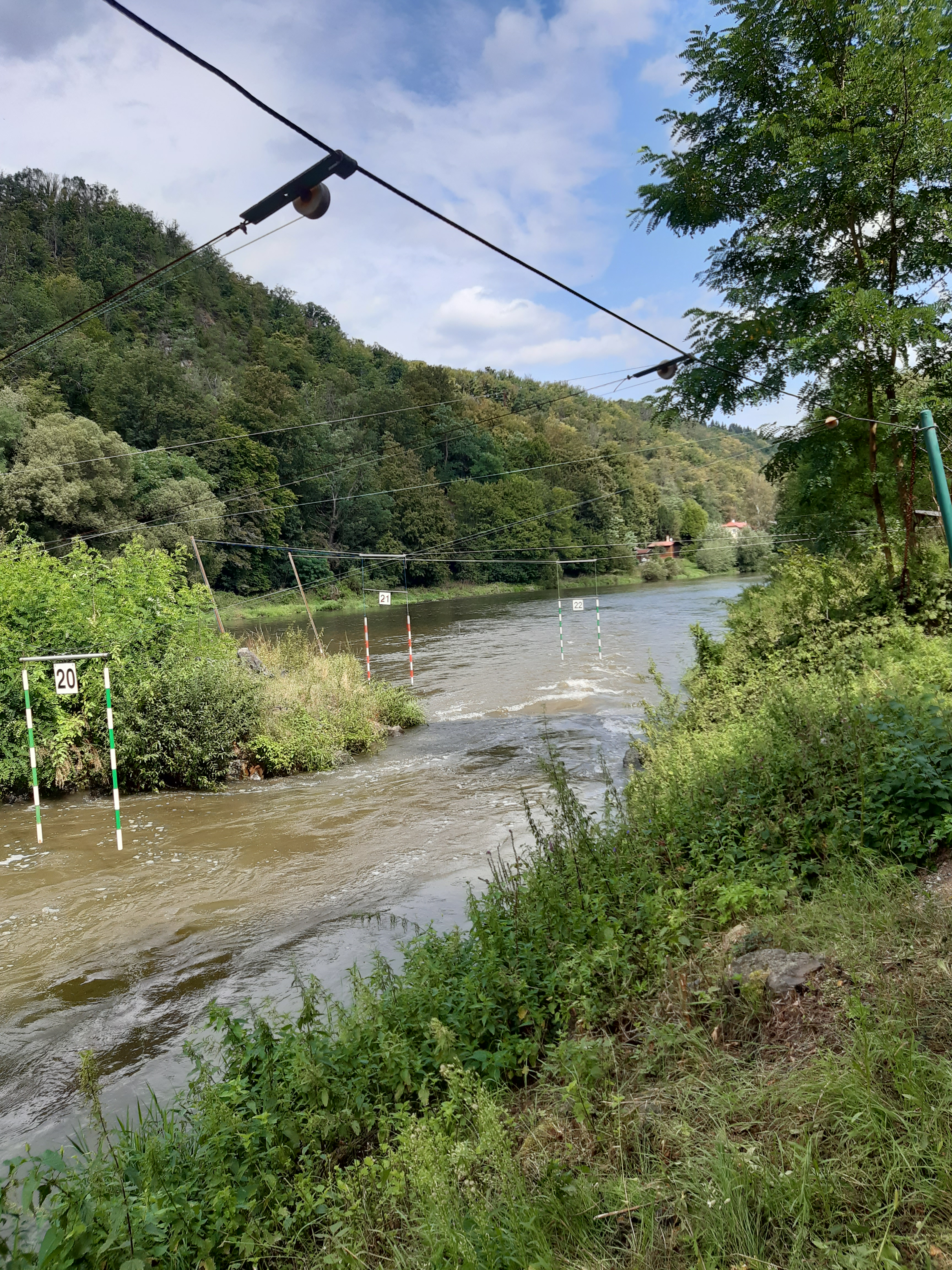
konec závodní tratě